# Brajan
Brajan (ang. Brian, Bryan) – imię męskie pochodzenia celtyckiego, wywodzące się najprawdopodobniej od słów bruaich „wzgórze”, brigh „wysoki”; „szlachetnie urodzony” lub bri „silny”. Do Polski trafiło z języka angielskiego i zaczęło być nadawane częściej dopiero w latach 90. XX wieku. Popularne jest w krajach anglosaskich, gdzie funkcjonuje zarówno jako samodzielne imię, jak i jako forma zdrobniała od Bernarda i Barnaby. 
Brajan imieniny obchodzi 10 grudnia.
W 2022 imię to w wariancie Brajan nosiło 5837 osób uwidocznionych w rejestrze PESEL (191. miejsce wśród imion męskich), natomiast w wariancie Brian 1330 (340. miejsce).

## Osoby o imieniu Brajan

### Święci i błogosławieni Kościoła katolickiego
- bł. Brian Lacey – męczennik (wspomnienie liturgiczne: 10 grudnia)

### Inne osoby
- Bryan Adams
- Brian Boitano – łyżwiarz figurowy
- Brian Boru – król Irlandii
- Brajan Chlebowski – sześciolatek, który zginął w pożarze ratując ludzi
- Bryan Cranston – amerykański aktor
- Bryan Lloyd Danielson – wrestler
- Brian Dennehy – amerykański aktor i reżyser
- Brian De Palma – amerykański reżyser filmowy, zdobywca Oscara
- Bryan Ferry
- Brian Friel – irlandzki dramaturg
- Brian Haner – wokalista, komik i gitarzysta
- Brian Joubert – francuski łyżwiarz figurowy
- Synyster Gates (właściwie Brian Haner Jr.) – gitarzysta zespołu Avenged Sevenfold
- Dexter Holland (właściwie Bryan Holland) – wokalista amerykański
- Brian Johnson – wokalista
- Brian May – brytyjski gitarzysta i wokalista rockowy, współzałożyciel zespołu Queen
- Brian Molko
- Brian Littrell – muzyk z Backstreet Boys
- Brian Orser – kanadyjski łyżwiarz figurowy
- Brian Rafalski – amerykański hokeista pochodzenia polskiego
- Brian Jones – brytyjski muzyk, założyciel zespołu The Rolling Stones
- Brian Setzer – amerykański wokalista, kompozytor, autor tekstów, gitarzysta, lider zespołów Stray Cats, 68 Comeback Special, The Brian Setzer Orchestra
- Brian Warner – amerykański wokalista rockowy, znany szerzej pod pseudonimem Marilyn Manson
- Brian – postać z mitologii celtyckiej